# 陰兒房系列電影
《潜伏》（英語：Insidious）是由温子仁和雷·沃纳尔创造的美国恐怖电影系列。此系列到目前为止有共五部电影，2010年《陰兒房》、2013年《陰兒房第2章：陰魂守舍》、2015年《陰兒房第3章：從靈開始》、2018年《陰兒房第4章：鎖命亡靈》和2023年《陰兒房：鬼門陰深處》，全球总票房为7.31亿美元。总预算为4250万美元。   
前两部电影由温子仁执导，第三部电影由沃纳尔执导，他也是全四部电影的编剧。亚当·罗比特尔执导了第四部电影，派翠克·威爾森执导第五部。电影区发行公司发行了第一部和第二部电影，而焦点影業、環球影業与索尼影業發行公司分别发行了第三部、第四部和第五部电影。
前两部电影的中心是一对夫妻的儿子神秘地进入昏迷状态，成为一个鬼的容器，不断遭到“陰深處”魔鬼的侵扰，直到它们从那家庭得到它们最想要的：生命。第三部电影是前传，帮助前两部电影的那个家庭的同一位灵媒是中心角色；这次，她得到了一个已逝的年轻女孩的帮助而引发了一些事件的发生，至于第四部电影则是讲述了那位灵媒家人闹鬼的故事。所有剧情都声称出自恶魔学家的档案。

## 電影

### 《陰兒房》（2010）
《陰兒房》由温子仁执导，由沃纳尔撰写剧本，由派翠克·威尔森、罗丝·伯恩和芭芭拉·赫尔希担任主演。故事围绕着一对夫妻的儿子的莫名其妙地进入昏迷状态，成为鬼的容器。电影于2011年4月1日上映。此电影也是FilmDistrict首部发行的电影。续集《阴儿房第2章：阴魂守舍》则于2013年9月13日上映，温子仁回归担任导演，沃纳尔回归担任编剧。此电影的成功使它在环球影城的2013年万圣节恐怖之夜中被用作迷宫的灵感。

### 《陰兒房第2章：陰魂守舍》（2013）
《陰兒房第2章：陰魂守舍》也是由温子仁执导，由沃纳尔撰写剧本。主演威尔森及伯恩饰演贾许和芮妮·兰伯特，是一对试图探寻使他们与鬼魂世界危险相连的真相的夫妻。电影于2013年9月13日上映。票房成绩获得成功，全球票房收入大概是1.6亿美元，但是受到了褒贬不一的评论。

### 《陰兒房第3章：從靈開始》（2015）
《陰兒房第3章：從靈開始》是此系列的第三部电影，编剧沃内尔也兼任导演。此是电影是兰伯特一家在前两部电影中被侵扰之前的前传。主演包括史蒂芬妮·史考特、德蒙特·莫罗尼、林·沙烨以及兼任编剧与导演的沃纳尔。故事是关于一个试图向死去的母亲莉莉丝求助后被恶魔附身的女孩，奎因。于2015年6月5日上映。

### 《陰兒房第4章：鎖命亡靈》（2018）
在《陰兒房第3章：從靈開始》上映之前，沃纳尔被问到：“如果《陰兒房》有第四集，那么这将是《陰兒房第3章：從靈開始》的续集，还是原版的另一个前传，还是会继续在时间线中进行故事？”沃纳尔回答道：
“我不知道。我还未真正思考过这个问题。但是出于这次访谈的目的，我会说我也想要探索这部电影和第一部电影之间的时间线。那将是一个爱丽丝重新发现她的礼物的领域。我想应该会在她抵达真相前经历重重的冒险。所以我认为会有许多谜题与真相，我们已经决定让林·沙烨在这部电影扮演类似于超级英雄的角色，因此又会因在别的电影探索而变得有趣。”
 2016年5月16日，宣布续集《第四章》会于2017年10月20日上映，沃纳尔担任编剧、杰森·布伦、奥伦·佩利和温子仁担任监制，亚当·罗比特尔担任导演以及沙烨回归再次饰演爱丽丝·利尼尔。2016年10月11日，电影的上映日期延迟至2018年的1月份。這次故事是繼前集的事件過後，靈媒愛麗絲·莉尼爾到新墨西哥州附近調查一棟房屋中的超自然事件，同時這也是她過去住的房子。

### 《陰兒房：鬼門陰深處》（2023）
2020年10月29日，有消息指出，一部续集电影正在有节奏地筹备中，根据雷·沃纳尔的故事编写剧本并且由电影系列演员派翠克·威尔森执导。故事将聚焦于长大的道尔顿·蘭伯特（Dalton Lambert），电影系列演员泰·辛普金斯繼續飾演這角色，他即将去上大学。

### 潜在的跨界合作
在《陰兒房第4章：鎖命亡靈》上映之前，杰森·布伦表示《陰兒房》与《险恶》的跨界电影正在制作中，暂命名为Insinister，他个人相信即将重新进入电影，并指出“我们会在某个时候穿越世界”，也确认了《陰兒房》系列电影会有至少六部电影，也代表了《陰兒房》系列还会有至少两部续集电影。

## 演員與角色
標記
- 演輕 表示演員飾演的角色是比較年輕的時期。
- 演孩 表示演員飾演的角色是孩童或青年時期。
- 演畫 表示演員飾演的角色是以畫面形式在電影中出現。
- 演串 表示演員飾演的角色是以客串形式在電影中出現。
- 演聲 表示演員飾演的角色是以聲音形式在電影中出現。
- 暗灰單元格表示角色沒在電影中出現。

| 角色                              | 電影            | 電影                         | 電影                            | 電影                                       |               |
| 角色                              | 陰兒房 (2010)   | 陰兒房第2章：陰魂守舍 (2013) | 陰兒房第3章：從靈開始 (2015)    | 陰兒房第4章：鎖命亡靈 (2018)               |               |
| 人類                              | 人類            | 人類                         | 人類                            | 人類                                       |               |
| --------------------------------- | --------------- | ---------------------------- | ------------------------------- | ------------------------------------------ | ------------- |
| 爱丽丝·利尼尔                     | 林·沙燁         | 林赛·塞姆輕 林·沙燁          | 林·沙燁                         | 艾娃·考克爾孩 哈纳·海斯輕 林·沙燁          |               |
| 史匹克                            | 雷·沃納爾       | 雷·沃納爾                    | 雷·沃納爾                       | 雷·沃納爾                                  |               |
| 塔克                              | 安格斯·桑普森   | 安格斯·桑普森                | 安格斯·桑普森                   | 安格斯·桑普森                              |               |
| 贾许·兰伯特                       | 派翠克·威尔森   | 派翠克·威尔森                | 派翠克‧威尔森串 加勒特·赖恩孩畫 | 加勒特·赖恩串                              |               |
| 贾许·兰伯特                       | 乔希·费尔德曼孩 | 加勒特·赖恩孩                | 派翠克‧威尔森串 加勒特·赖恩孩畫 | 加勒特·赖恩串                              |               |
| 芮妮·兰伯特                       | 蘿絲·拜恩       | 蘿絲·拜恩                    |                                 | 蘿絲·拜恩串                                |               |
| 道爾顿·兰伯特                     | 泰·辛普金斯     | 泰·辛普金斯                  |                                 | 泰·辛普金斯串                              |               |
| 罗琳·兰伯特                       | 芭芭拉·赫尔希   | 芭芭拉·赫尔希乔赛琳·唐娜休輕 |                                 | 芭芭拉·赫尔希聲                            |               |
| 卡爾                              |                 | 史蒂夫·库尔特漢克·哈里斯輕   | 史蒂夫·库尔特                   |                                            |               |
| 奎恩·布伦纳                       |                 |                              | 史蒂芬妮·史考特                 |                                            |               |
| Sean Brenner                      |                 |                              | 德蒙特·莫罗尼                   |                                            |               |
| 梅利莎·莱尼埃                     |                 |                              |                                 | 史宾塞·洛克                                |               |
| 伊莫珍·莱尼埃                     |                 |                              |                                 | 凯特琳·杰拉德                              |               |
| 克里斯汀·莱尼埃                   |                 |                              |                                 | 布鲁斯·戴维森Pierce Pope孩 托马斯·罗比埃輕 |               |
| 陰兒房的鬼魂                      |                 |                              |                                 |                                            |               |
| Parker Crane The Bride in Black   | 菲利普·弗赖德曼 | 汤姆·菲兹派翠克泰勒·格里芬孩 | 汤姆·菲兹派翠克                 |                                            |               |
| Lipstick-Face Demon               | 約瑟夫·畢夏拉   | 約瑟夫·畢夏拉                |                                 | 約瑟夫·畢夏拉                              | 約瑟夫·畢夏拉 |
| Long-Haired Fiend                 | J·拉罗斯        | J·拉罗斯                     |                                 |                                            |               |
| Michelle Crane The Woman in White |                 | 丹妮尔·比苏蒂                |                                 |                                            |               |
| The Man Who Can't Breathe         |                 |                              | 迈克尔·雷德·麦基                |                                            |               |
| KeyFace                           |                 |                              |                                 | 哈维尔·博特                                |               |

### 製作人員
| 職位     | 《陰兒房》 (2010)               | 《陰兒房第2章：陰魂守舍》 (2013) | 《陰兒房第3章：從靈開始》 (2015)     | 《陰兒房第4章：鎖命亡靈》 (2018)      |
| -------- | ------------------------------- | -------------------------------- | ------------------------------------ | ------------------------------------- |
| 導演     | 溫子仁                          | 溫子仁                           | 雷·沃納爾                            | 亞當·羅勃提爾                         |
| 監製     | 傑森·布倫歐倫·佩利史蒂文·施奈德 | 傑森·布倫歐倫·佩利               | 溫子仁歐倫·佩利傑森·布倫             | 溫子仁史蒂文·施奈德傑森·布倫歐倫·佩利 |
| 編劇     | 雷·沃納爾                       | 雷·沃納爾                        | 雷·沃納爾                            | 雷·沃納爾                             |
| 攝影指導 | 約翰·R·李昂尼提David M. Brewer  | 約翰·R·李昂尼提                  | Brian Pearson                        | 托比·奥利佛                           |
| 配樂     | 约瑟夫·比沙拉                   | 约瑟夫·比沙拉                    | 约瑟夫·比沙拉                        | 约瑟夫·比沙拉                         |
| 剪輯     | 溫子仁Kirk M. Morri             | Kirk M. Morri                    | Timothy Alverson                     | Timothy Alverson                      |
| 製片公司 | 布倫屋製片公司第六攝影棚電影    | 布倫屋製片公司第六攝影棚電影     | 布倫屋製片公司娛樂一號第六攝影棚電影 | 布倫屋製片公司第六攝影棚電影          |
| 發行公司 | 電影區發行公司                  | 電影區發行公司                   | 焦點影業                             | 環球影業                              |
| 片長     | 102分鐘                         | 105分鐘                          | 97分鐘                               | 103分鐘                               |
| 上映日期 | 2011年4月1日                    | 2013年9月13日                    | 2015年6月5日                         | 2018年1月5日                          |

## 迴響

### 票房表现
| 电影                                        | 上映日期      | 票房收入     | 票房收入     | 票房收入     | 票房排名 | 预算     | 参考资料 |
| 电影                                        | 上映日期      | 北美         | 其它地区     | 全球         | 北美     | 预算     | 参考资料 |
| ------------------------------------------- | ------------- | ------------ | ------------ | ------------ | -------- | -------- | -------- |
| 《陰兒房》                                  | 2011年4月1日  | $54,009,150  | $43,000,000  | $97,009,160  | #1,486   | $150 万  | [ 7 ]    |
| 《陰兒房第2章：陰魂守舍》                   | 2013年9月13日 | $83,586,447  | $78,332,871  | $161,919,318 | #853     | $500 万  | [ 8 ]    |
| 《陰兒房第3章：從靈開始》                   | 2015年6月5日  | $52,218,558  | $60,765,331  | $112,983,889 | #1,545   | $1000 万 | [ 9 ]    |
| 《陰兒房第4章：鎖命亡靈》                   | 2018年1月5日  | $67,347,895  | $100,140,258 | $167,488,153 | #1,147   | $1000 万 | [ 10 ]   |
| 总计                                        | 总计          | $257,162,050 | $282,238,450 | $539,400,510 |          | $2650 万 |          |
| 清单指南 - 暗灰色的单元格信息不适用于电影。 |               |              |              |              |          |          |          |

### 观众回响
| 电影                  | 烂番茄         | Metacritic    | 影院评分 |
| --------------------- | -------------- | ------------- | -------- |
| 陰兒房                | 66% (175 评论) | 52 (30 评论)  | B        |
| 陰兒房第2章：陰魂守舍 | 40% (124 评论) | 40 (30 评论)  | B+       |
| 陰兒房第3章：從靈開始 | 59% (124 评论) | 52 (26 评论)  | B+       |
| 陰兒房第4章：鎖命亡靈 | 33% (106 评论) | 49 (23 评论 ) | B–       |

## 外部鏈接
- 互联网电影数据库（IMDb）上《陰兒房》的资料（英文）
- 互联网电影数据库（IMDb）上《陰兒房第2章：陰魂守舍》的资料（英文）
- 互联网电影数据库（IMDb）上《陰兒房第3章：從靈開始》的资料（英文）
- 互联网电影数据库（IMDb）上《陰兒房第4章：鎖命亡靈》的资料（英文）